# Catedral Metropolitana Nossa Senhora da Imaculada Conceição (Santa Maria)
A Catedral Metropolitana Nossa Senhora da Conceição é a sede da Arquidiocese de Santa Maria, no Rio Grande do Sul.

## História
É um prédio eclético, com predomínio de elementos barrocos e neoclássicos, cuja construção iniciou em 1902, organizada pelo pároco Caetano Pagliuca, sendo inaugurada em 1909. Substituiu a antiga Matriz, do século XIX, que fora demolida. Em 1910 foi elevada à condição de Catedral.
O interior tem belos altares em talha, vitrais da Casa Genta, e uma importante série de pinturas murais de Aldo Locatelli, sobre a vida da Virgem Maria. O altar principal tem uma imagem da Virgem de origem parisiense. O campanário possui um sino missioneiro de 1684, instalado em 1911.
Em 2002 a catedral foi tombada como Patrimônio Histórico de Santa Maria.
Com a elevação da diocese de Santa Maria à Arquidiocese, em 13/04/2011, passou a denominar-se Catedral Metropolitana Nossa Senhora da Imaculada Conceição. Atualmente tem como cura o Pe. Gerson Luís Cavalheiro Gonçalves.
Na Catedral estão sepultados dom Antônio Reis (+1960), terceiro bispo e dom Luís Victor Sartori (+1970), quarto bispo da diocese.

## Galeria

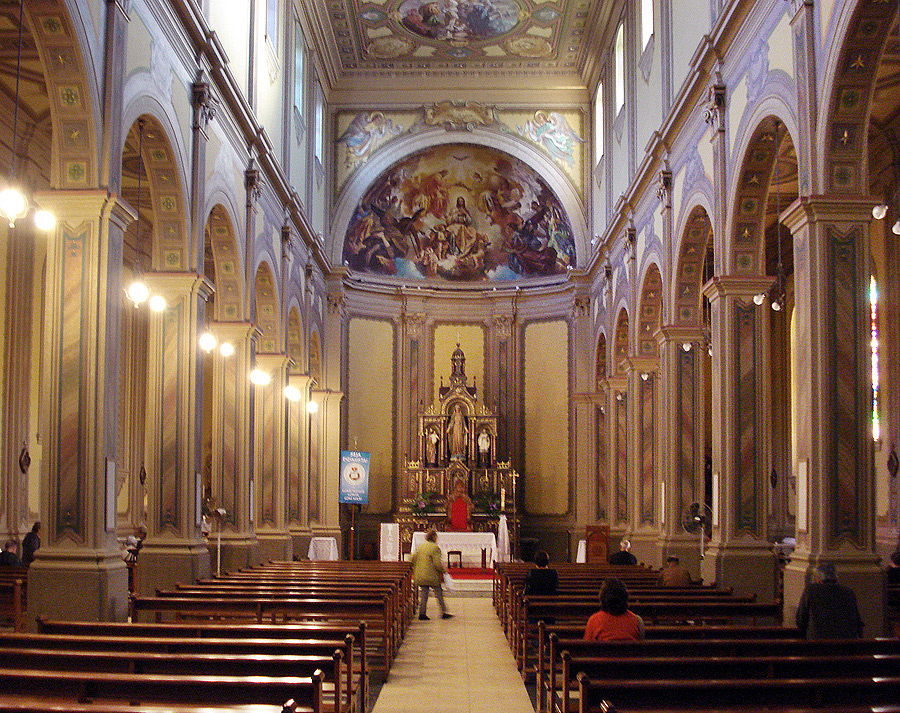
Nave principal e capela-mor
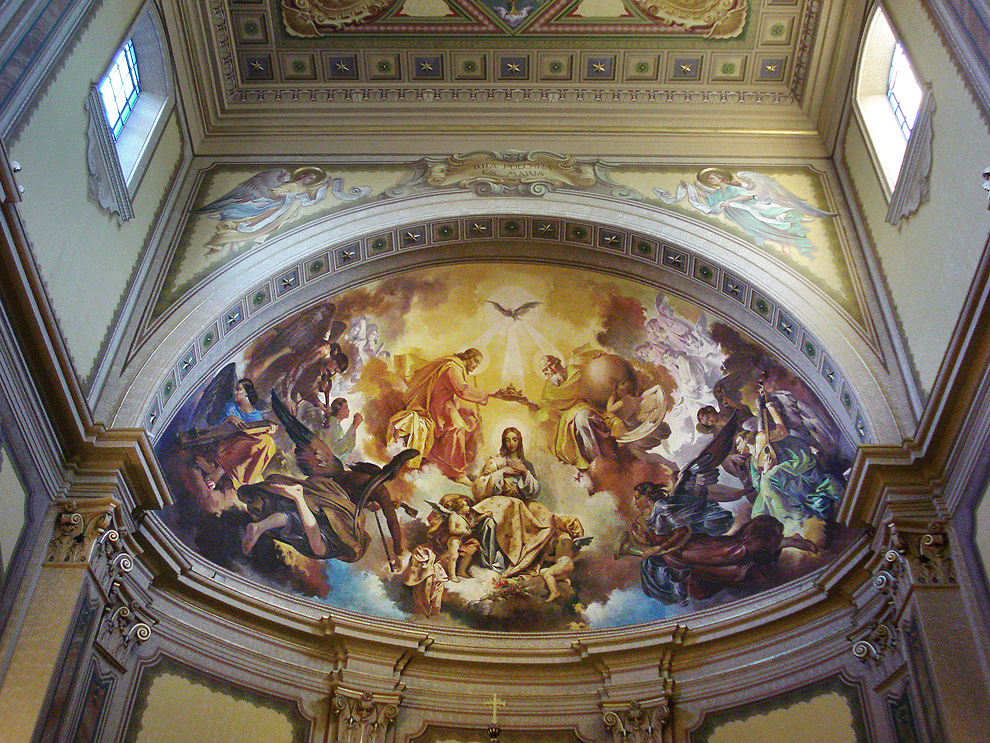
Locatelli: Coroação de Maria, teto da capela mor
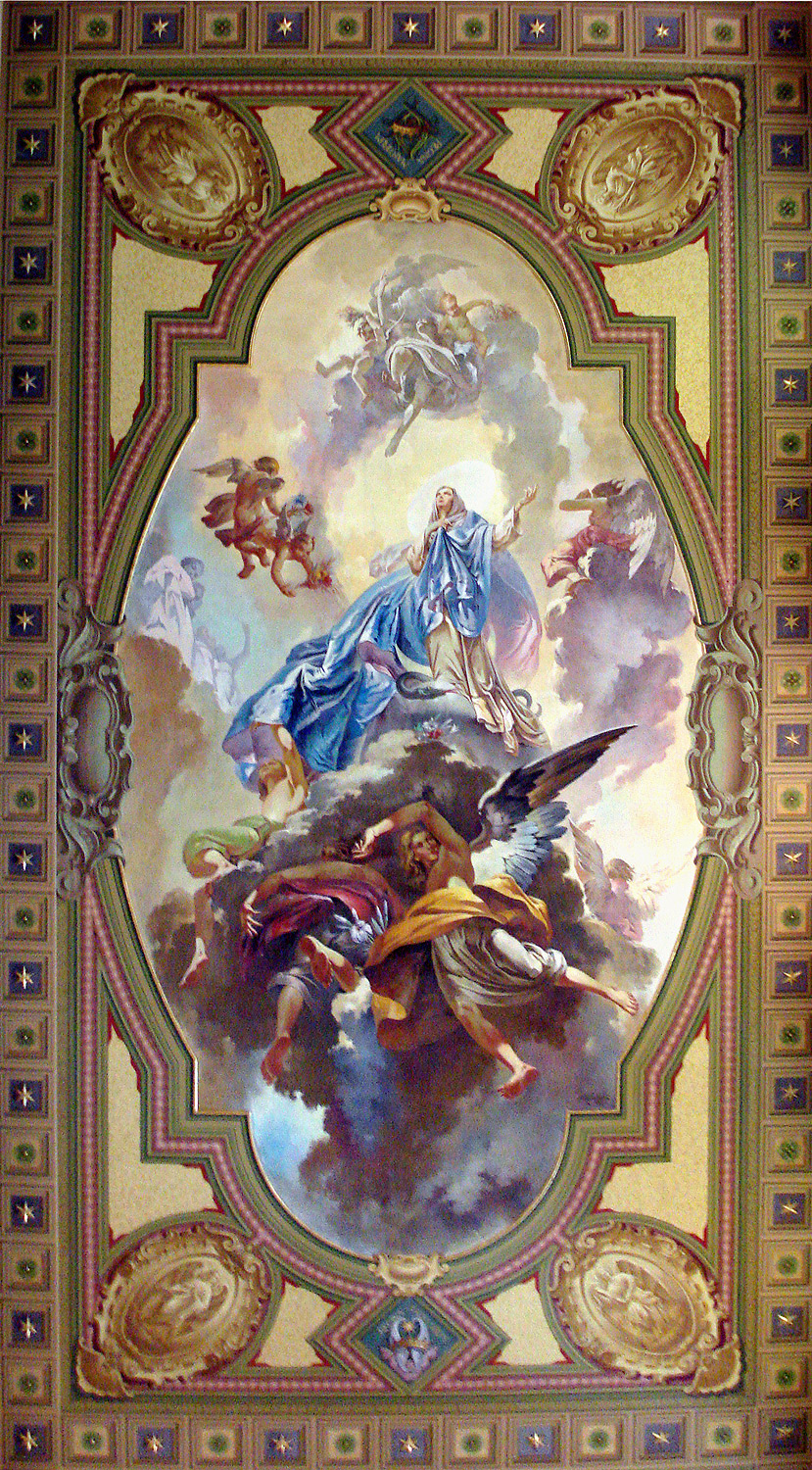
Locatelli: Assunção da Bendita Virgem, teto da nave central
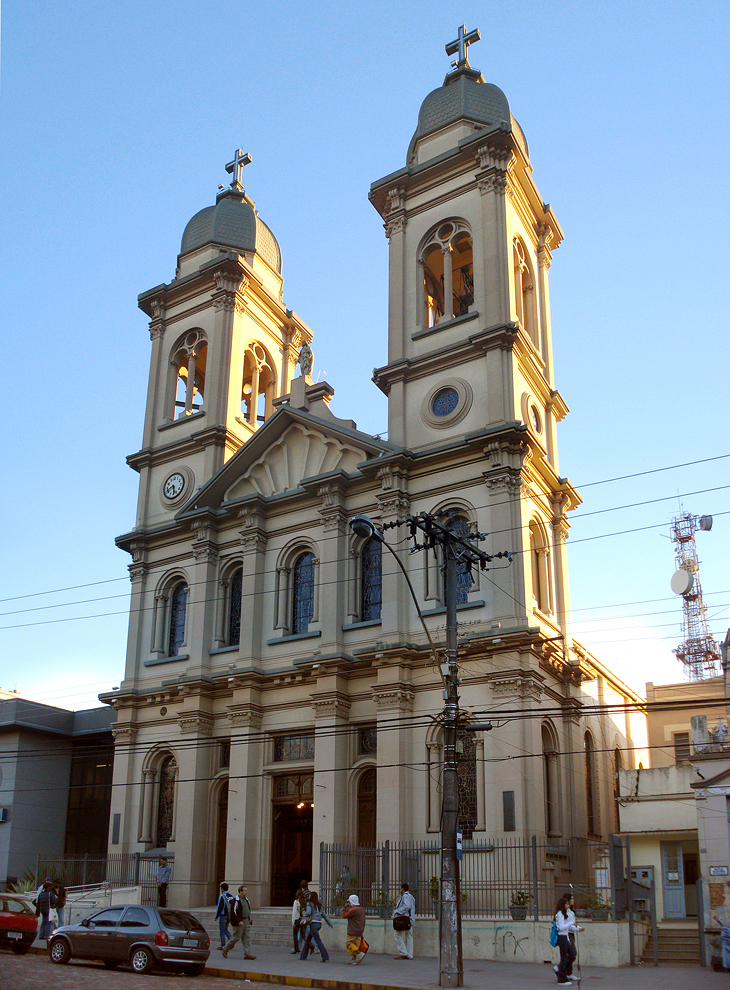
Fachada